# Mon adresse, c'est l'Union soviétique
 (novembre 2024).
« Mon adresse, c'est l'Union soviétique » — en russe Мой адрес — Советский Союз, Moï adriess - sovietski soïouz — est une chanson de David Toukhmanov avec des paroles de Vladimir Kharitonov, écrite en 1972.

## Histoire
Vladimir Kharitonov (ru) écrit en 1972 (l'année du 50e anniversaire de l'URSS) un poème centré sur le motif disant que son « adresse n'est ni une maison, ni une rue », mais qu'il s'agit de l'Union Soviétique. 
D'après le musicien Iouri Malikov, Kharitonov déclame son poème au festival des Chansons de l'année tout en exprimant des doutes quant au fait qu'il puisse devenir une chanson. Le compositeur David Toukhmanov (ru) déclare alors qu'il savait exactement de quel genre de chanson il s'agirait et qui l'interpréterait. Un mois plus tard, la chanson est effectivement enregistrée par le groupe VIA « Samocvety » (ВИА «Самоцветы) et envoyée à un concours de musique ; les organisateurs de l'événement n'ont indiqué ni l'interprète ni l'auteur, la chanson atteint la première place.Avec l'effondrement de l'URSS, la chanson devient impopulaire ; elle cesse d'être diffusée sur les stations de radio et la VIA « Samocvety » cesse de le jouer lors de concerts. Mais ça n'a pas duré longtemps.
« « Une fois, nous sommes allés à un concert à Saratov. C'était un match de football de la compagnie « Starko », dans lequel les artistes jouaient. Ioura Davydov, le chef du groupe, est venu vers moi et m'a demandé de chanter « Mon adresse, c'est l'Union soviétique ». En conséquence, nous avons été mis dans une voiture et avons fait le tour du stade tout entier. Tout le public a chanté cette chanson avec nous. Et puis j’ai réalisé que cette chanson parlait aux gens. »
— Iouri Malikov,

## Interprètes
Les premiers et principaux interprètes de la chanson était la VIA « Samocvety ». Selon le leader du groupe, Iouri Malikov, qui a écrit plus tard le livre « Mon adresse n'est ni une maison ni une rue » (reprenant les paroles de la chanson), la composition « a caractérisé toute une époque »,. Les « nouveaux Samocvety » ont également enregistré leur propre version de la chanson :
« « Nous avons essayé d'en faire une chanson plus à la mode, par exemple, mais, curieusement, rien de bon n'en est sorti. Nous avons donc pris la version de base de la bande originale musicale, dans la forme dans laquelle elle avait été créée à l'origine. Et nous en avons fait notre propre version vocale. Dans sa forme originale, cette chanson est tellement réelle et honnête. Quand on commence à la retravailler, elle ne s'y adapte pas. Elle est tellement imprégnée de la vraie musique soviétique et de la pop. » »
— Inna Malikova